# George Lincoln Goodale

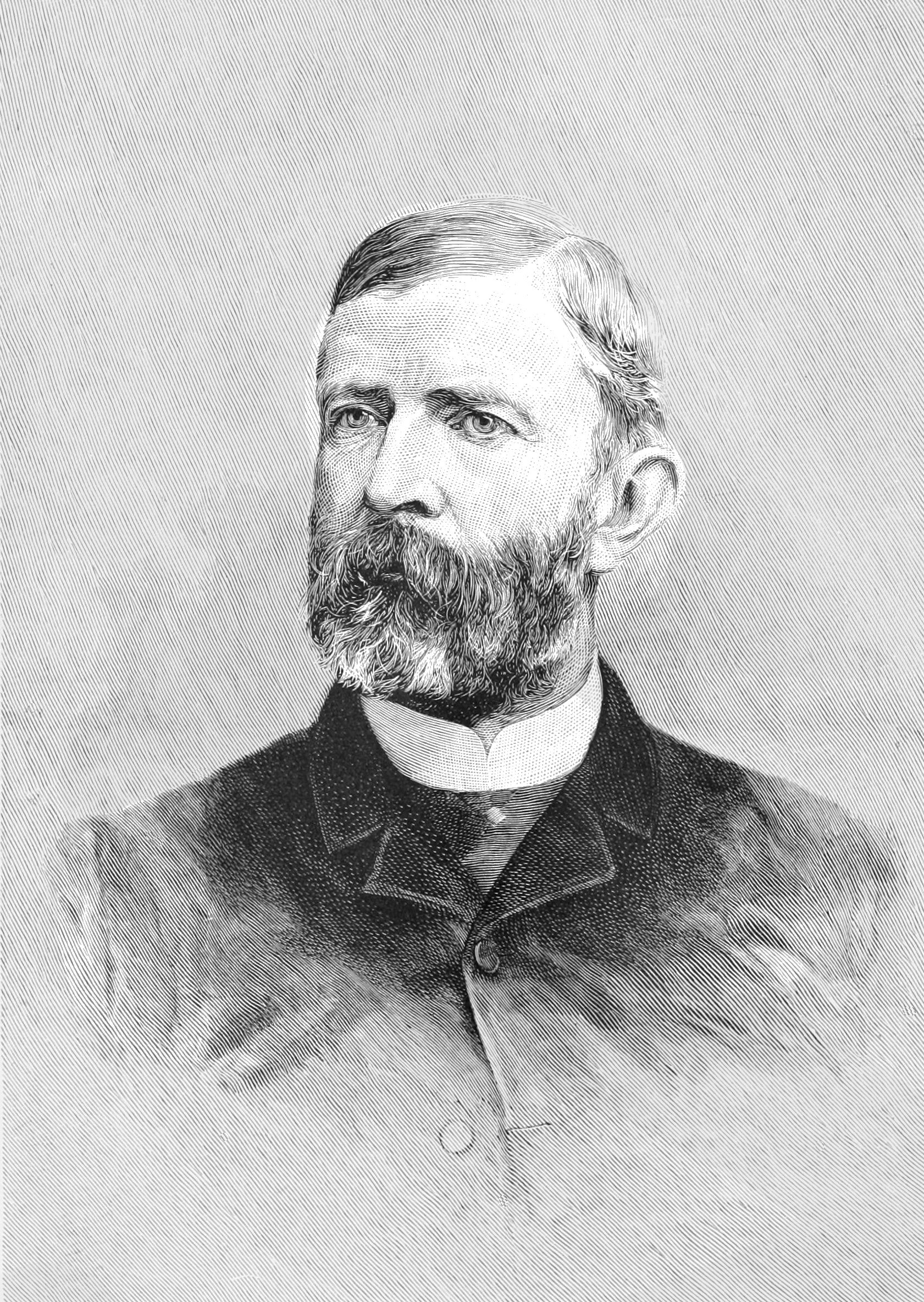
George Lincoln Goodale (1891)

George Lincoln Goodale (* 3. August 1839 in Saco, Maine; † 12. April 1923 in Cambridge, Massachusetts) war ein US-amerikanischer Botaniker.

## Leben
Goodale studierte am Amherst College mit dem Abschluss 1860 und Medizin an der Harvard Medical School mit dem Abschluss 1863. Danach praktizierte er bis 1867 in Portland (Maine) als Arzt. Danach war er Professor für Naturwissenschaften und Angewandte Chemie am Bowdoin College und ab 1872 Lecturer und 1873 Assistant Professor für Pflanzenphysiologie an der Harvard University, an der er 1878 Professor für Botanik und als Nachfolger von Asa Gray Fisher Professor für Naturwissenschaften wurde.

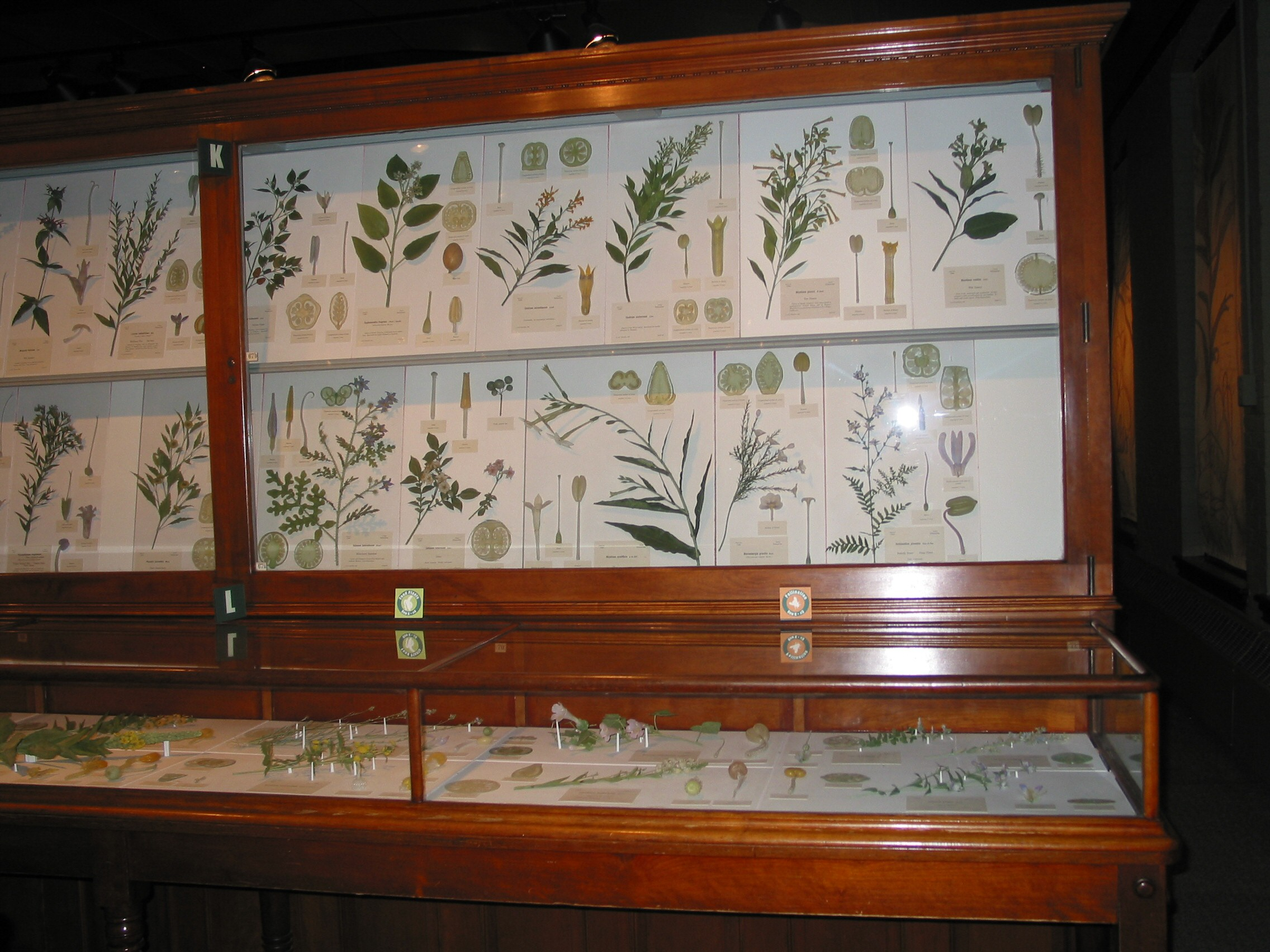
Glaspflanzen, Harvard University

1879 wurde er erster Direktor des Botanischen Museums in Harvard. In dieser Funktion sorgte er dafür, dass spezielle naturgetreue farbige Glasmodelle von Pflanzen von den für ihre Modelle von Meeres-Lebewesen berühmten böhmischen Glaskünstlern Leopold und Rudolf Blaschka angefertigt wurden. Das teure Unternehmen, für die die Firma Blaschka rund 50 Jahre arbeitete (1887 bis 1936, rund 4000 Modelle von 847 Arten), wurde von der Mutter einer ehemaligen Studentin (Mary Lee Ware) finanziert und die Glaspflanzen-Modelle befinden sich noch heute im Museum. Sie wurden im Gegensatz zu den Modellen von Meerestieren nur für die Harvard University hergestellt.
Er war Mitglied der National Academy of Sciences, der American Philosophical Society und der American Academy of Arts and Sciences. 1889 wurde er Präsident der American Society of Naturalists und der American Association for the Advancement of Science.

## Schriften
- Wild Flowers of North America, 1882
- Vegetable Physiology, 1885
- Vegetable Histology, 1885
- Useful Plants of the Future, 1891
- Concerning a Few Common Plants, 1879, 3. Auflage 1903